# Ranchot
Ranchot és un municipi francès situat al departament del Jura i a la regió de Borgonya - Franc Comtat. L'any 2007 tenia 480 habitants.

## Demografia

### Població
El 2007 la població de fet de Ranchot era de 480 persones. Hi havia 204 famílies de les quals 66 eren unipersonals (37 homes vivint sols i 29 dones vivint soles), 65 parelles sense fills, 57 parelles amb fills i 16 famílies monoparentals amb fills.
La població ha evolucionat segons el següent gràfic:
Habitants censats

### Habitatges
El 2007 hi havia 220 habitatges, 203 eren l'habitatge principal de la família, 10 eren segones residències i 7 estaven desocupats. 192 eren cases i 25 eren apartaments. Dels 203 habitatges principals, 142 estaven ocupats pels seus propietaris, 52 estaven llogats i ocupats pels llogaters i 8 estaven cedits a títol gratuït; 1 tenia una cambra, 12 en tenien dues, 40 en tenien tres, 72 en tenien quatre i 78 en tenien cinc o més. 159 habitatges disposaven pel capbaix d'una plaça de pàrquing. A 102 habitatges hi havia un automòbil i a 84 n'hi havia dos o més.

### Piràmide de població
La piràmide de població per edats i sexe el 2009 era:
| Homes | Edats   | Dones |
| ----- | ------- | ----- |
| 0     | 95 o +  | 0     |
| 0     | 90 a 94 | 0     |
| 0     | 85 a 89 | 0     |
| 0     | 80 a 84 | 0     |
| 16    | 75 a 79 | 20    |
| 8     | 70 a 74 | 16    |
| 4     | 65 a 69 | 16    |
| 12    | 60 a 64 | 8     |
| 0     | 55 a 59 | 4     |
| 12    | 50 a 54 | 16    |
| 36    | 45 a 49 | 12    |
| 4     | 40 a 44 | 24    |
| 24    | 35 a 39 | 20    |
| 20    | 30 a 34 | 12    |
| 4     | 25 a 29 | 12    |
| 12    | 20 a 24 | 8     |
| 8     | 15 a 19 | 12    |
| 8     | 10 a 14 | 8     |
| 20    | 5 a 9   | 8     |
| 16    | 0 a 4   | 0     |

## Economia
El 2007 la població en edat de treballar era de 299 persones, 232 eren actives i 67 eren inactives. De les 232 persones actives 215 estaven ocupades (116 homes i 99 dones) i 17 estaven aturades (9 homes i 8 dones). De les 67 persones inactives 32 estaven jubilades, 17 estaven estudiant i 18 estaven classificades com a «altres inactius».

### Ingressos
El 2009 a Ranchot hi havia 196 unitats fiscals que integraven 470 persones, la mediana anual d'ingressos fiscals per persona era de 16.233 €.

### Activitats econòmiques
Dels 17 establiments que hi havia el 2007, 1 era d'una empresa alimentària, 1 d'una empresa de fabricació d'altres productes industrials, 3 d'empreses de construcció, 2 d'empreses de comerç i reparació d'automòbils, 1 d'una empresa de transport, 3 d'empreses d'hostatgeria i restauració, 1 d'una empresa d'informació i comunicació, 1 d'una empresa immobiliària i 4 d'empreses de serveis.
Dels 5 establiments de servei als particulars que hi havia el 2009, 1 era un guixaire pintor, 1 fusteria i 3 restaurants.
L'únic establiment comercial que hi havia el 2009 era una fleca.
L'any 2000 a Ranchot hi havia 3 explotacions agrícoles.

## Equipaments sanitaris i escolars
El 2009 hi havia una escola elemental integrada dins d'un grup escolar amb les comunes properes formant una escola dispersa.

## Poblacions més properes
El següent diagrama mostra les poblacions més properes.